# Bundesratswahl 2017

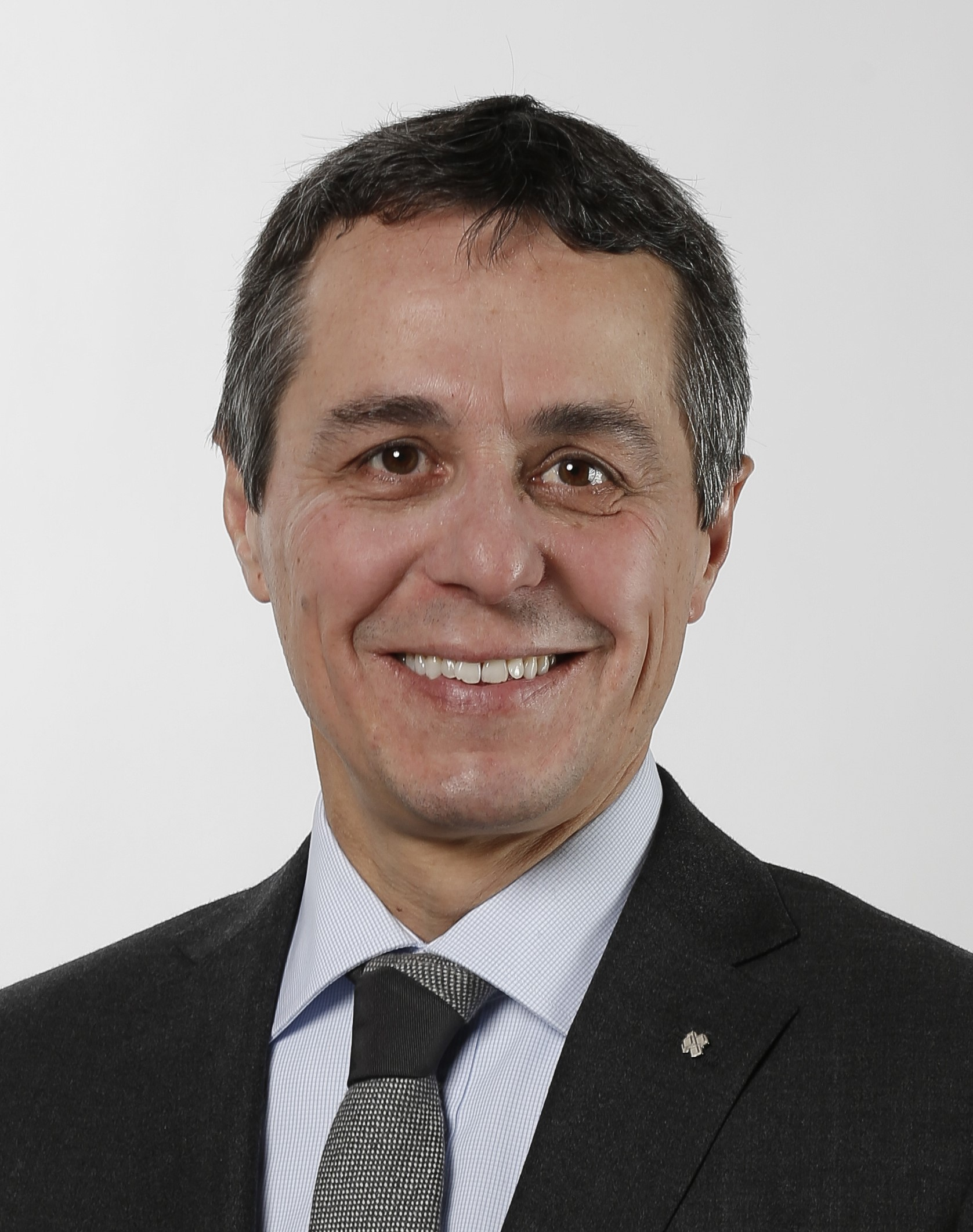
Gewählt: Ignazio Cassis

Bei der Bundesratswahl 2017 bestimmte die Vereinigte Bundesversammlung der Schweiz am 20. September 2017 den Nachfolger für den auf den 31. Oktober zurücktretenden Bundesrat Didier Burkhalter (FDP). Im zweiten Wahlgang gewählt wurde Ignazio Cassis (FDP) aus dem Kanton Tessin.

## Ausgangslage

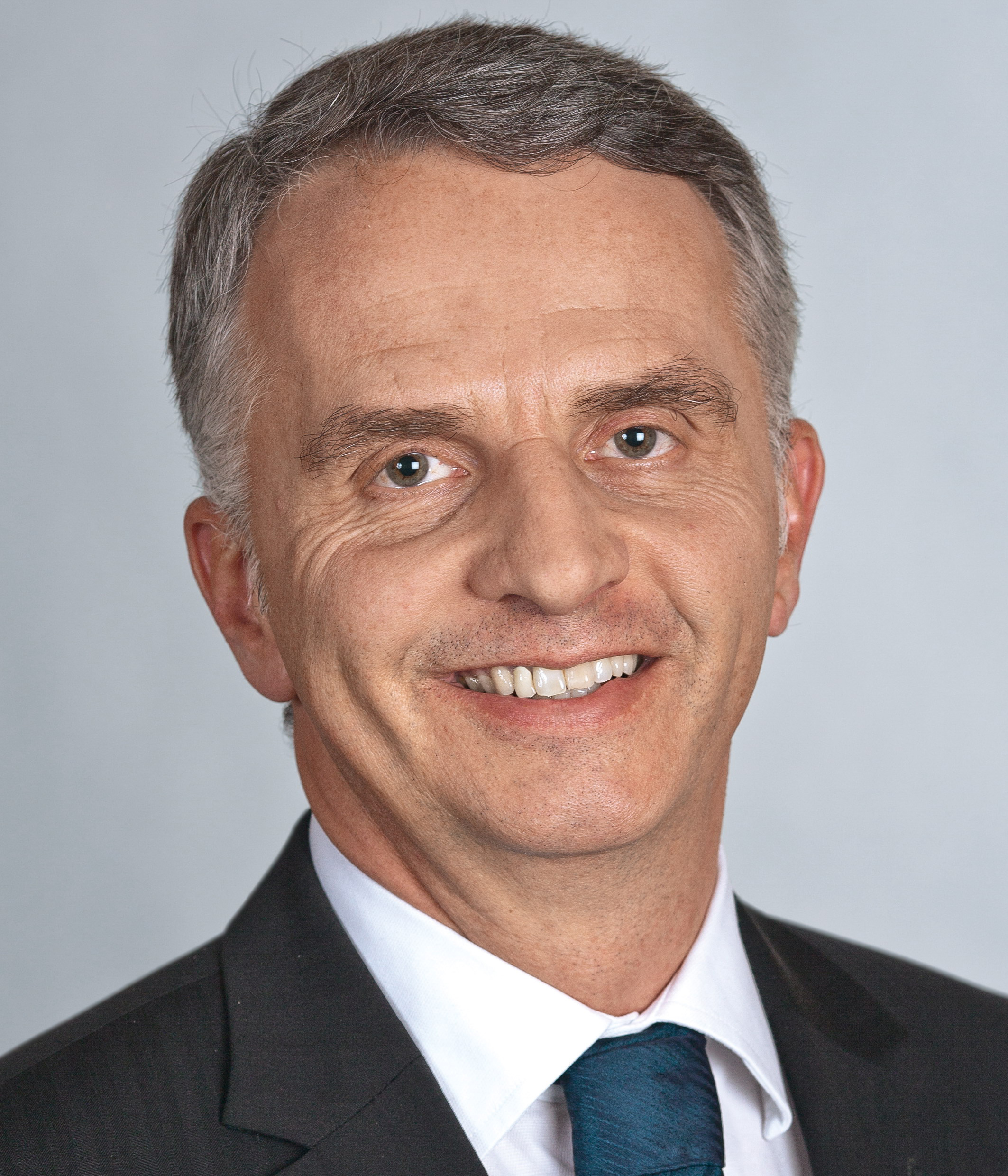
Der zurücktretende Bundesrat Didier Burkhalter

Didier Burkhalter (FDP, Kanton Neuenburg) war bei der Ersatzwahl vom 16. September 2009 als Nachfolger von Pascal Couchepin (FDP, Kanton Wallis) in den Bundesrat gewählt worden. Burkhalter stand zunächst dem Departement des Innern (EDI) vor, ab 2012 dem Departement für auswärtige Angelegenheiten (EDA). Im Jahr 2014 amtierte er als Bundespräsident und als Vorsitzender der Organisation für Sicherheit und Zusammenarbeit in Europa (OSZE).
Am 14. Juni 2017 unterbrach Nationalratspräsident Jürg Stahl eine Sitzung des Nationalrats und las das offizielle Rücktrittsschreiben vor. Darin gab Burkhalter seinen Rücktritt per 31. Oktober bekannt. An der nachfolgenden Pressekonferenz sagte er, die in den Monaten zuvor aufgekommene Kritik am geplanten Rahmenabkommen zwischen der Schweiz und der Europäischen Union sei nicht der Grund dafür gewesen. Vielmehr sei es Zeit für etwas Neues.

## Kandidaten
Die anderen im Bundesrat vertretenen Parteien stellten den Sitzanspruch der FDP nicht infrage. Bereits unmittelbar nach Burkhalters Rücktrittsankündigung wurden Forderungen laut, dass sein Nachfolger aus dem Kanton Tessin kommen müsse, denn seit dem Rücktritt von Flavio Cotti im Jahr 1999 sei der italienischsprachige Teil der Schweiz nicht mehr in der Landesregierung vertreten gewesen. Als aussichtsreichster Kandidat galt von Anfang an Nationalrat Ignazio Cassis, seit 2015 Fraktionspräsident der FDP. Während die FDP-Parteileitung um Präsidentin Petra Gössi früh eine Kandidatur aus der Deutschschweiz ausschloss, forderten Kantonalparteien in der Romandie, dass die französischsprachige Schweiz weiterhin drei von sieben Bundesräten stellen müsse.
Als mögliche Gegenkandidaten zu Cassis aus der Romandie wurden der Genfer Staatsrat Pierre Maudet, die Waadtländer Nationalrätin Isabelle Moret und die Waadtländer Staatsrätin Jacqueline de Quattro genannt. Im Kanton Tessin selbst war Cassis ebenfalls nicht unumstritten. So zeigten auch der amtierende Staatsrat Christian Vitta und die ehemalige Staatsrätin Laura Sadis Interesse an einer Kandidatur. Nach der Ankündigung von Bundesrätin Doris Leuthard am 31. Juli, dass sie spätestens Ende 2019 zurücktreten werde, entbrannte zusätzlich eine Diskussion über die Untervertretung der Frauen in der Landesregierung, die zunehmend das Thema der Untervertretung der italienischsprachigen Schweiz verdrängte.
Am 11. Juli entschied sich das Parteipräsidium der Tessiner FDP dafür, Ignazio Cassis als einzigen offiziellen Kandidaten zu nominieren. Zuvor war mehrere Tage über die Möglichkeit einer Tessiner Zweierkandidatur spekuliert worden. Am 1. August bestätigte die Delegiertenversammlung der Tessiner FDP diesen Entscheid. Drei Tage später nominierte die FDP des Kantons Genf Pierre Maudet ebenfalls als offiziellen Kandidaten. Schliesslich folgte am 10. August die FDP des Kantons Waadt, die Isabelle Moret als offizielle Kandidatin nominierte.
Die FDP-Fraktion sprach sich am 1. September 2017 mit 21:19 Stimmen und einer Enthaltung dafür aus, keine engere Auswahl zu treffen und alle drei Kandidaten (Cassis, Maudet, Moret) zur Wahl vorzuschlagen.

## Die Wahl
| Kandidaten              | Kandidaten              | 1. Wahlgang | 2. Wahlgang |
| ----------------------- | ----------------------- | ----------- | ----------- |
| Ignazio Cassis          | Ignazio Cassis          | 109         | 125         |
| Pierre Maudet           | Pierre Maudet           | 62          | 90          |
| Isabelle Moret          | Isabelle Moret          | 55          | 28          |
| Andere                  | Andere                  | 16          | 1           |
| Eingegangene Wahlzettel | Eingegangene Wahlzettel | 245         | 246         |
| Ungültige Wahlzettel    | Ungültige Wahlzettel    | 0           | 0           |
| Leere Wahlzettel        | Leere Wahlzettel        | 3           | 2           |
| Gültige Wahlzettel      | Gültige Wahlzettel      | 242         | 244         |
| Absolutes Mehr          | Absolutes Mehr          | 122         | 123         |